# Galumna dorsalis
Galumna dorsalis är en kvalsterart som först beskrevs av Koch 1835.  Galumna dorsalis ingår i släktet Galumna och familjen Galumnidae. Inga underarter finns listade i Catalogue of Life.